# James Kingston Tuckey
James Kingston Tuckey (Greenhill, août 1776-Emmboma, 4 octobre 1816) est un explorateur britannique.

## Biographie
Entré dans la Royal Navy en 1793, il est nommé en 1802 en Nouvelle-Galles du Sud à bord du Calcutta. Il effectue alors des relevés topographiques de la baie de Phillip. 
Alors en route pour l'Angleterre, il est capturé en 1805 par les Français qui vont le détenir neuf années. En 1814, promu commandeur, il est envoyé en exploration du fleuve Congo pour y examiner les connexions possibles entre celui-ci et le Niger. Il remonte alors le fleuve mais doit s'arrêter aux rapides de Yellala. Il décide de continuer à pied mais ses hommes meurent un à un des suites de la fièvre jaune. 
Faisant marche arrière après 320 km de progression, il parvient difficilement à Emmboma où il meurt lui-même des fièvres le 4 octobre 1816. 
Inaugurant la période des « explorations scientifiques » du XIXe siècle en Afrique centrale et australe, cette expédition fut un échec mais suscita un certain intérêt pour l'exploration de l'Afrique.